# II-57
II-57 — одна из типовых серий жилых домов. Строительство домов серии II-57 началось в 1963 году и закончилось в 1970 году. Эта серия получила широкое распространение в Москве. Является типичным представителем второй волны индустриализации в строительстве. 9- и 12-этажные версии серии II-57 пошли в строительство с разрывом всего в 5 лет.

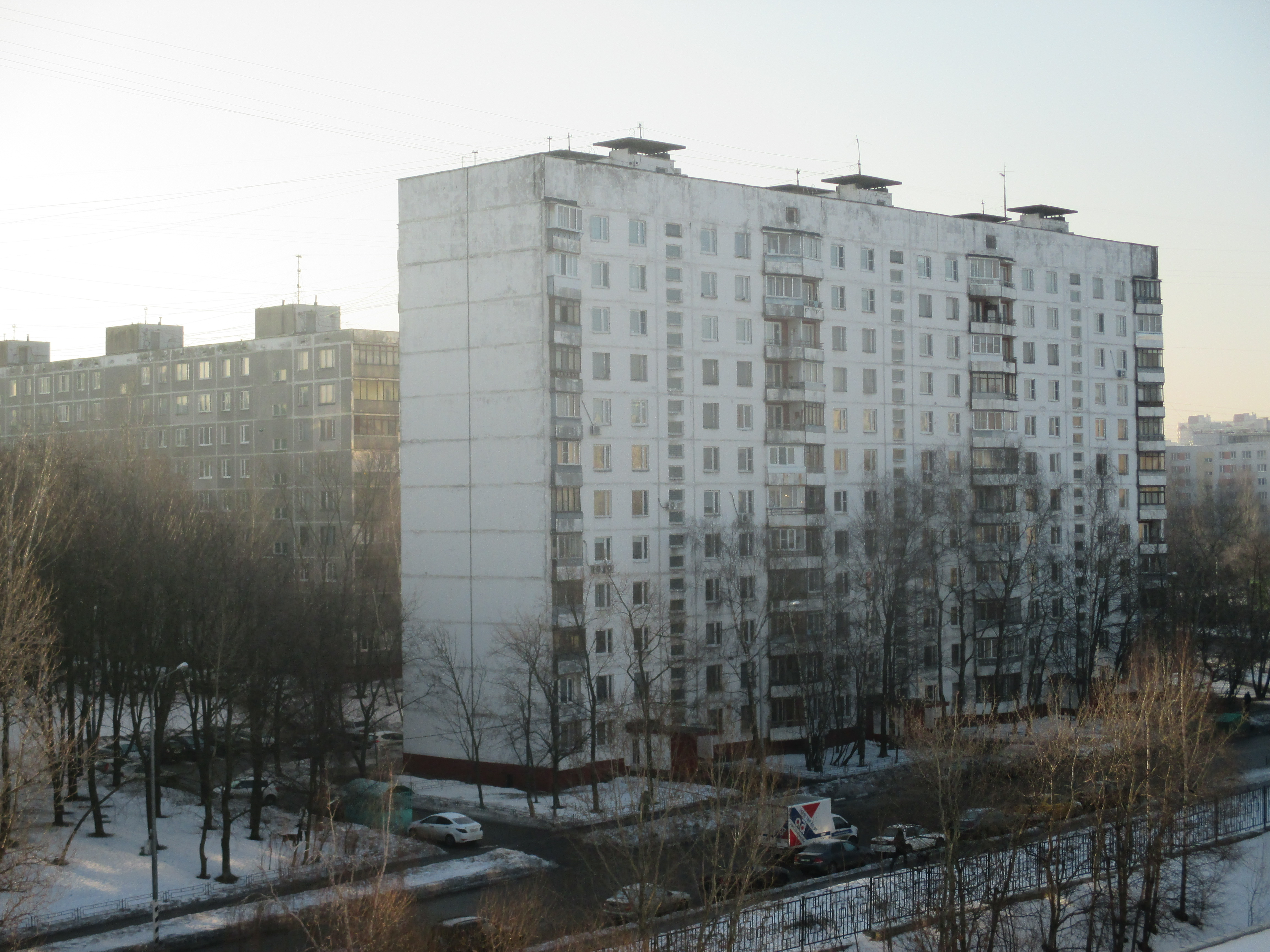
12-этажный дом II-57 на улице Академика Волгина в Москве, спаренные балконы

Существовала также улучшенная серия II-57-А/12-Н, дома которой составляли новые жилые кварталы для номенклатурных работников ЦК ВЛКСМ и ВЦСПС.

## Описание
Имеется несколько модификаций серии II-57: II-57-05 и II-57/17. Они отличаются этажностью: серия II-57 имеет 12 этажей, II-57-05 — 9, II-57/17 — 17.
Здания имеют характерные выпуклые под тупыми углами спаренные балконы (или счетверённые), благодаря чему относительно легко узнаваемы. При этом, встречаются версии с прямыми и треугольными балконами.
Достоинства таких построек — это раздельные санузлы, малое количество несущих стен, благодаря чему возможны различные варианты перепланировок.
Из недостатков — отсутствие грузовых лифтов, плохая вентиляция, неважная звукоизоляция межквартирных стен, небольшая площадь кухонных зон (7,14 м² в трехкомнатных, 6,18 м² — в двухкомнатных квартирах).

## Фотоматериалы

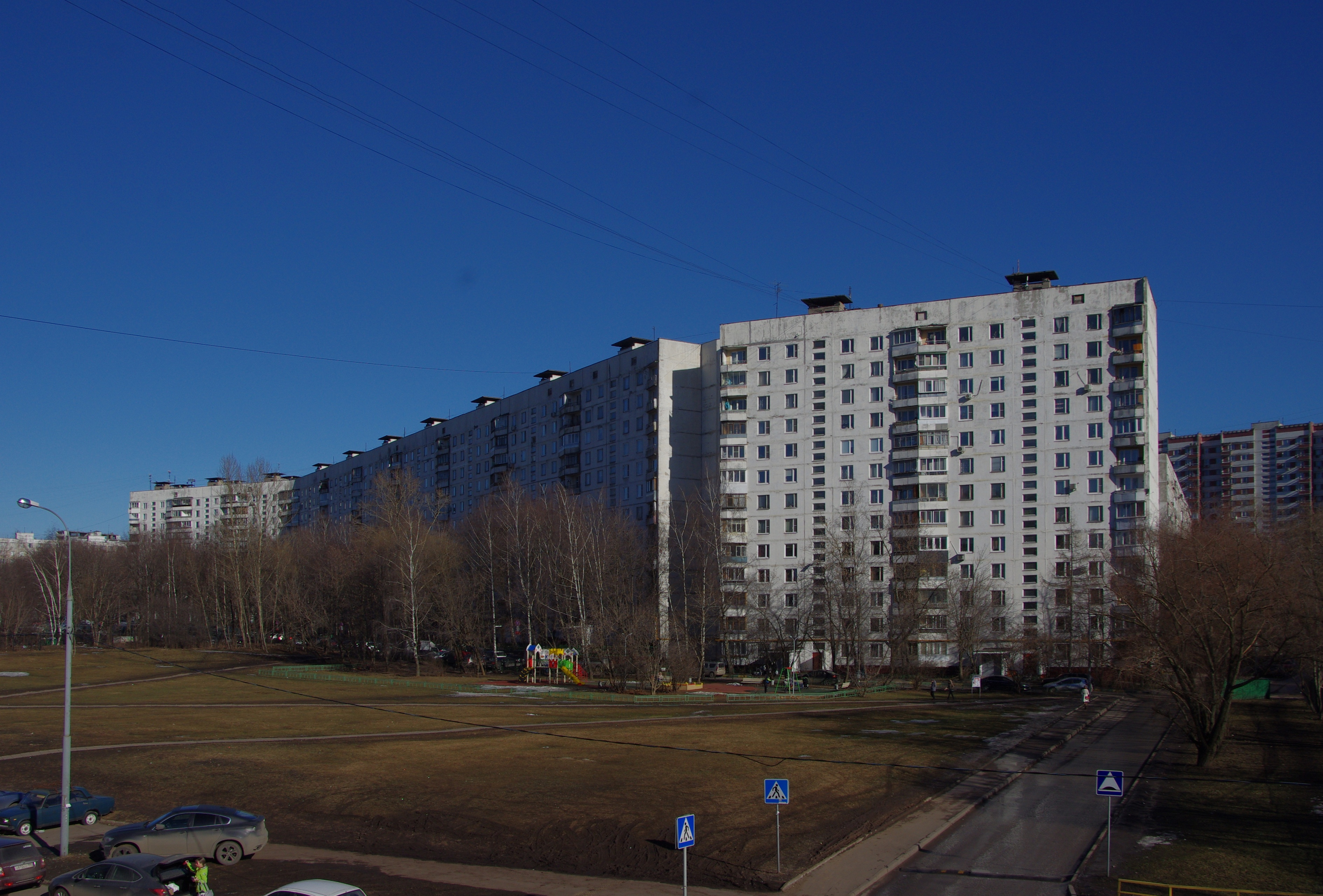
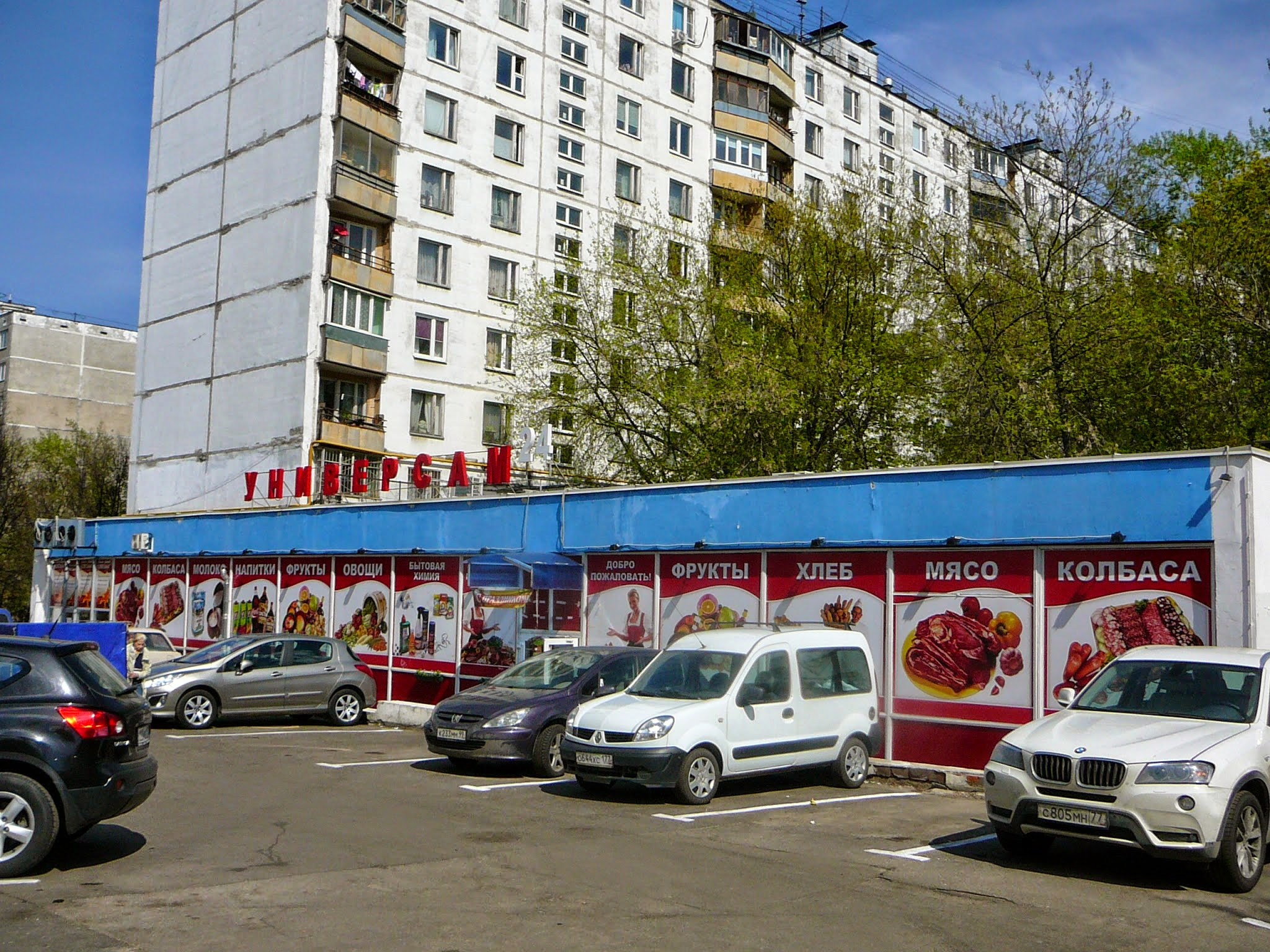
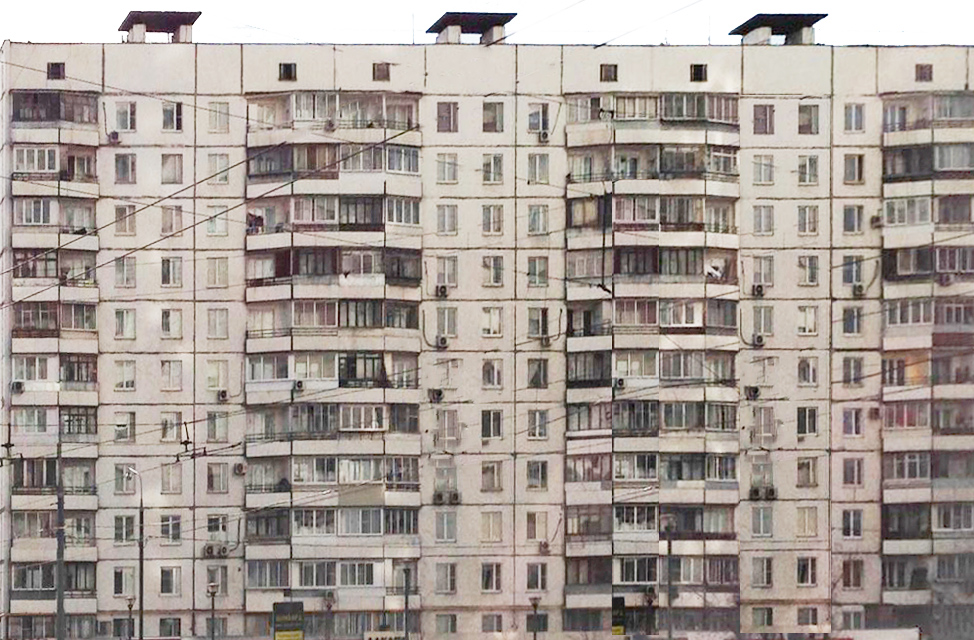
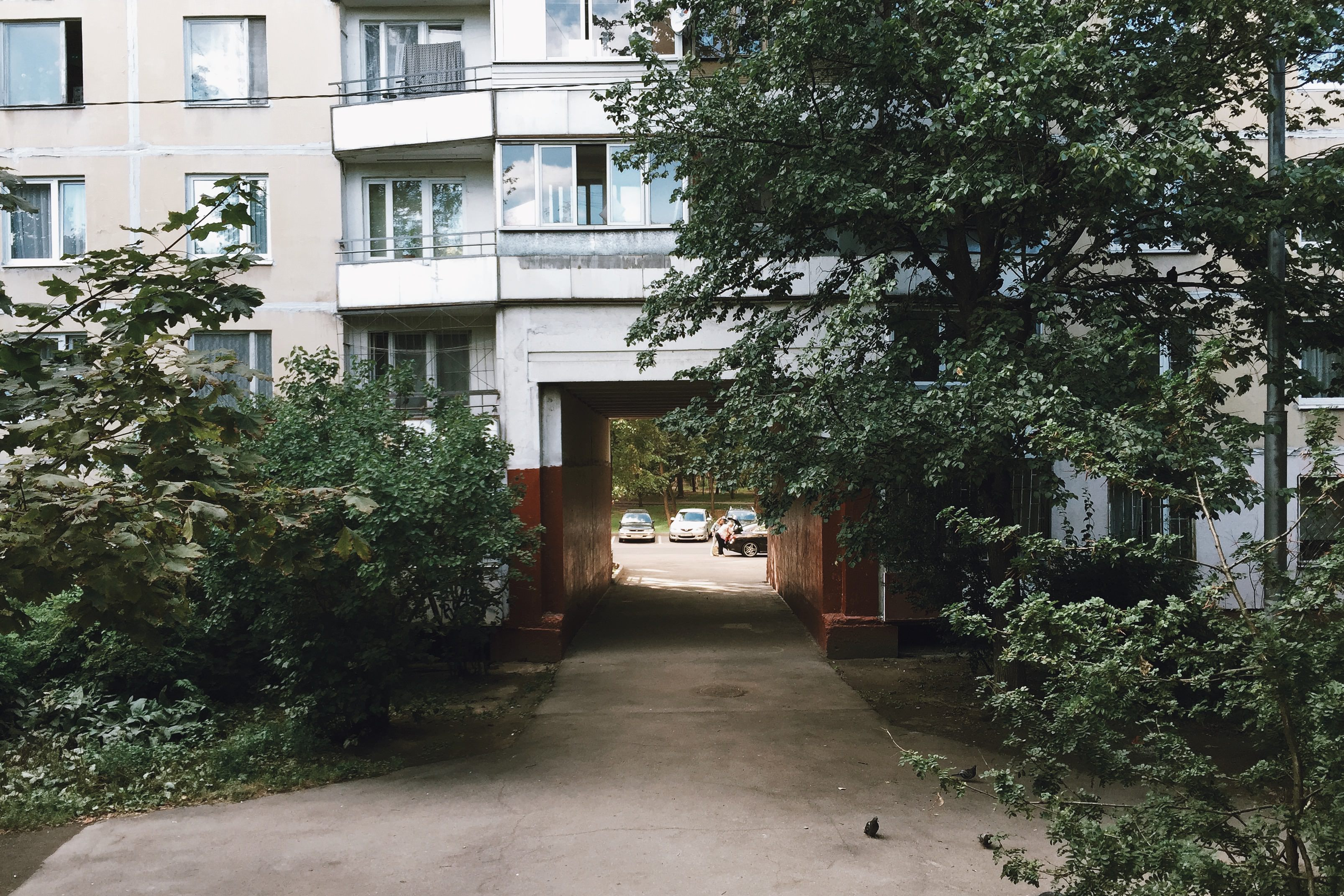
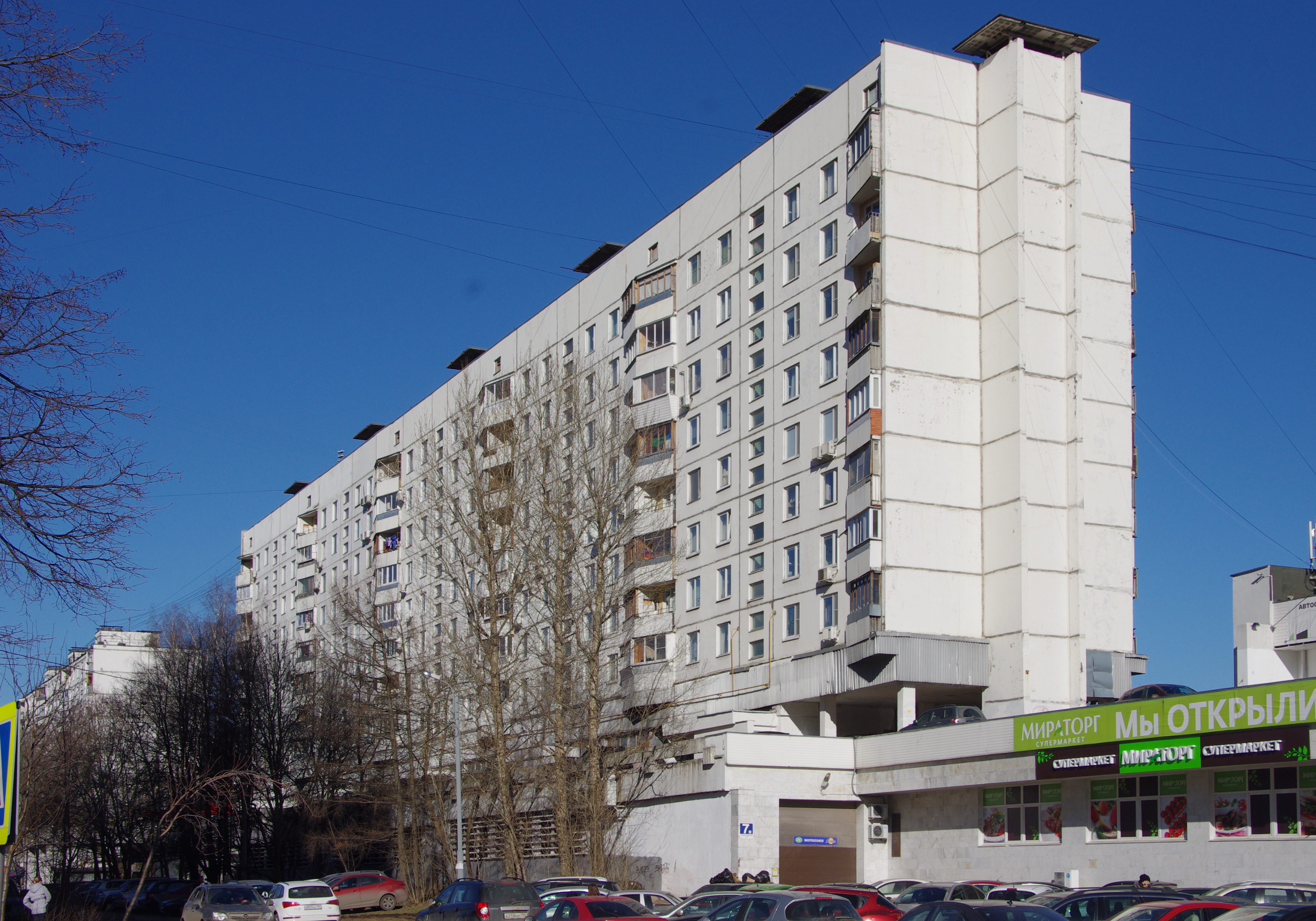

## Основные характеристики
| Количество секций (подъездов) | 2 и более                                                               |
| Этажность                     | 9, 10, 12, 17                                                           |
| Высота потолков               | 2,64                                                                    |
| Лифты                         | один пассажирский в 10-этажной версии                                   |
| Балконы                       | на всех этажах, встречаются версии с треугольными и с прямыми балконами |
| Количество квартир на этаже   | 4                                                                       |
| Перспектива сноса             | не планируется                                                          |

## Площади квартир
| Комнатность          | Общая, м² | Жилая, м² | Кухня, м² |
| 1-комнатная квартира | 32.6      | 18.74     | 6.69      |
| 2-комнатная квартира | 44.3      | 27.49     | 6.18      |
| 3-комнатная квартира | 63.26     | 43.83     | 7.14      |

## Строительные конструкции
| Лестницы                                 | двухмаршевые, ступени и площадки — сборные железобетонные                       |
| Мусоропровод                             | с загрузочным клапаном на межэтажной лестничной площадке                        |
| Вентиляция                               | естественная вытяжная через вентиляционные блоки на кухне                       |
| Наружные стены                           | трёхслойные панели, толщиной 320 мм.                                            |
| Межкомнатные и межквартирные перегородки | гипсобетонные — 80 мм.                                                          |
| Междуэтажные перекрытия                  | бетонные панели — 140 мм                                                        |
| Несущие стены                            | внутренние, железобетонные панели толщиной 160 мм                               |
| Тип кровли                               | плоская, водосток внутренний со сбросом дождевых вод на рельеф на уровне цоколя |

## Примечание
1. ↑  Шерешевский И.А. Конструкции гражданских зданий. — М.: Архитектура-С, 2005.